# Neuer jüdischer Friedhof (Ústí nad Labem)

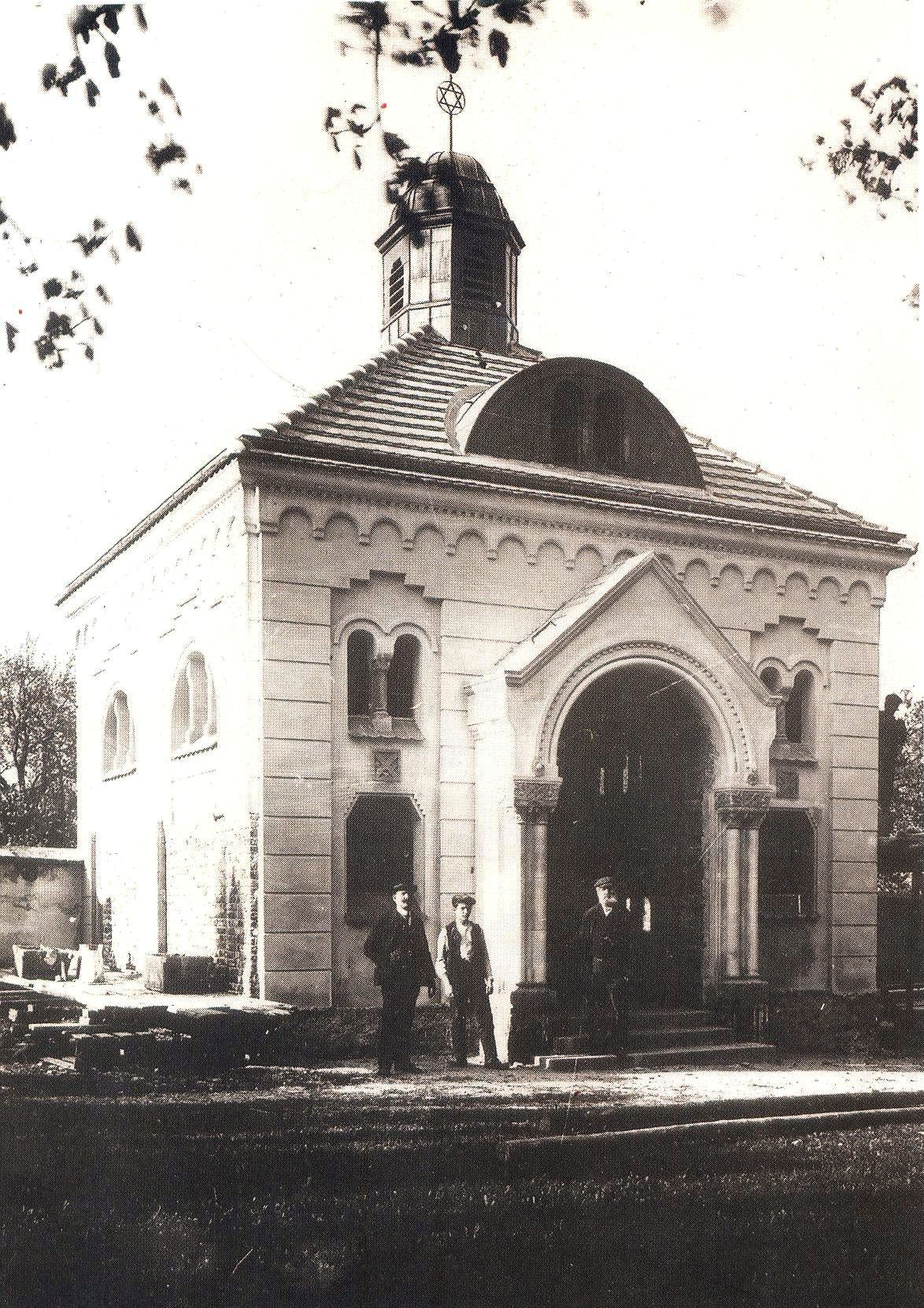
Trauerhalle auf dem Friedhof

Der Neue jüdische Friedhof in Ústí nad Labem (deutsch Aussig), einer Stadt im Norden Böhmens in Tschechien, wurde ab 1895 als Teil des allgemeinen städtischen Friedhofs errichtet.

## Geschichte
Nach der Gründung der „Israelitischen Kultusgemeinde Aussig“ in den 1860er Jahren wurde am Ort ein jüdischer Friedhof angelegt, der rund vier Jahrzehnte genutzt wurde. Danach diente der Neue jüdische Friedhof in Aussig zur Bestattung der Verstorbenen der jüdischen Gemeinde. Die um 1900 erbaute Trauerhalle wurde in den 1950er Jahren abgerissen.
Der jüdische Friedhof auf dem städtischen Friedhof wurde im Jahr 1953 aufgelöst und die noch vorhandenen Grabsteine (Mazevot) wurden verkauft. Auf dem Gelände wurde danach eine Fabrik errichtet.